# Rockstjärnor
Rockstjärnor är en dokumentärserie som visades i TV4 Play hösten 2012. I programmet får man lära känna bandet Pompei Nights och medlemmarna Johan, MP, Bengan, Robban och Olle. Programmet är producerat av ART89 Television, som också ligger bakom produktioner såsom Danne & Bleckan och "Rebecca & Fiona".